# Ferrari F40
Ferrari F40 är en supersportbil, tillverkad av den italienska biltillverkaren Ferrari mellan 1987 och 1992.

## F40
Ferrari F40 introducerades i Maranello i juli 1987 i närvaro av Enzo Ferrari själv, då 89 år gammal, för att fira Ferraris första 40 år som biltillverkare. Ferrari sade att modellen tagits fram som en hyllning till den tid ”då förarna kunde köra bilarna på allmän väg till och från tävlingarna.”
Bilen byggde vidare på 288 GTO Evoluzione, som aldrig fått chansen att tävla, sedan Grupp B som den var avsedd för avskaffats efter 1986. Motorn var en något större variant av GTO:ns V8. Karossen var helt ny, byggd i kevlar och med en stor fast spoiler bak. Även chassit var nyutvecklat med en sittbrunn i lätta kompositmaterial, med hjälpramar av stål för att bära upp motor och hjulupphängningar.
För att hålla vikten nere var den synnerligen spartanskt utrustad. Bilen saknade stereoanläggning och dörrhandtag - inte ens nedfällbara sidorutor fanns till en början, denna finess inkluderades dock så småningom. Däremot hade den luftkonditionering, ett krav för att den skulle sälja på USA-marknaden. F40:n saknade också katalytisk avgasrening fram till 1990, då det blev nödvändigt för att den skulle förbli tillåten i USA.

## F40 LM
Sedan Ferrari dragit sig ur sportvagnsracingen efter 1973 hade företagets privatkunder fått vända sig till racingspecialisten Michelotto för att få sina bilar preparerade för racing. Michelotto backades inofficiellt av Ferrari och tog fram en tävlingsversion av F40:n kallad Ferrari F40 LM.
Michelotto förstärkte chassit med kolfiber, bytte delar av hjullupphängning och bromsar och trimmade motorn. Karossen fick en justerbar spoiler baktill. Den redan spartanska inredningen lättades ytterligare och vikten pressades ned drygt 50 kg. Bilen debuterade i amerikanska IMSA GT Championship 1989, men kom senare även att tävla i olika GT-serier i Europa.

## F40 GTE
Till 1994 byggde Michelotto en ny tävlingsversion, Ferrari F40 GTE, avsedd att tävla i BPR Global GT Series, trots att Ferrari avslutat produktionen två år tidigare. Bilen var en vidareutveckling av F40 LM, med förbättrad aerodynamik och större bromsar. F40 GTE fanns med tre motoralternativ mellan 3 och 3,6 liter. Sista säsongen 1996 fick bilen sexväxlad sekventiell växellåda och kolfiberbromsar.

## Tekniska data
| Tekniska data         | F40                                                                   | F40 Competizione                                                      |
| --------------------- | --------------------------------------------------------------------- | --------------------------------------------------------------------- |
| Motor:                | Mittmonterad 90° 8-cylindrig V-motor med biturbo                      | Mittmonterad 90° 8-cylindrig V-motor med biturbo                      |
| Cylindervolym:        | 2936 cm³                                                              | 2936 cm³                                                              |
| Borrning x slaglängd: | 82,0 x 69,5                                                           | 82,0 x 69,5                                                           |
| Kompression:          | 7,7:1                                                                 |                                                                       |
| Max effekt:           | 478 hk vid 7 000 v/min                                                | 700 hk vid 8 100 v/min                                                |
| Max vridmoment:       | 577 Nm vid 4 000 v/min                                                |                                                                       |
| Ventilstyrning:       | Dubbla överliggande kamaxlar per cylinderrad, 4 ventiler per cylinder | Dubbla överliggande kamaxlar per cylinderrad, 4 ventiler per cylinder |
| Bränslesystem:        | Weber-Marelli bränsleinsprutning                                      | Weber-Marelli bränsleinsprutning                                      |
| Växellåda:            | 5-växlad manuell                                                      | 5-växlad manuell                                                      |
| Hjulupphängning:      | Dubbla tvärlänkar, skruvfjädrar                                       | Dubbla tvärlänkar, skruvfjädrar                                       |
| Bromsar:              | Hydrauliska skivbromsar                                               | Hydrauliska skivbromsar                                               |
| Chassi & kaross:      | Kompositmonocoque med hjälpramar av stål, kaross av kevlar.           | Kompositmonocoque med hjälpramar av stål, kaross av kevlar.           |
| Hjulbas:              | 245 cm                                                                | 245 cm                                                                |
| L x B x H:            | 436 x 197 x 112 cm                                                    | 453 x 198 x 115 cm                                                    |
| Torrvikt:             | 1100 kg                                                               | 1040 kg                                                               |
| Acc. 0–100 km/h:      | 4,1 s                                                                 |                                                                       |
| Toppfart:             | 324 km/h                                                              | 367 km/h                                                              |

## Tävlingsresultat

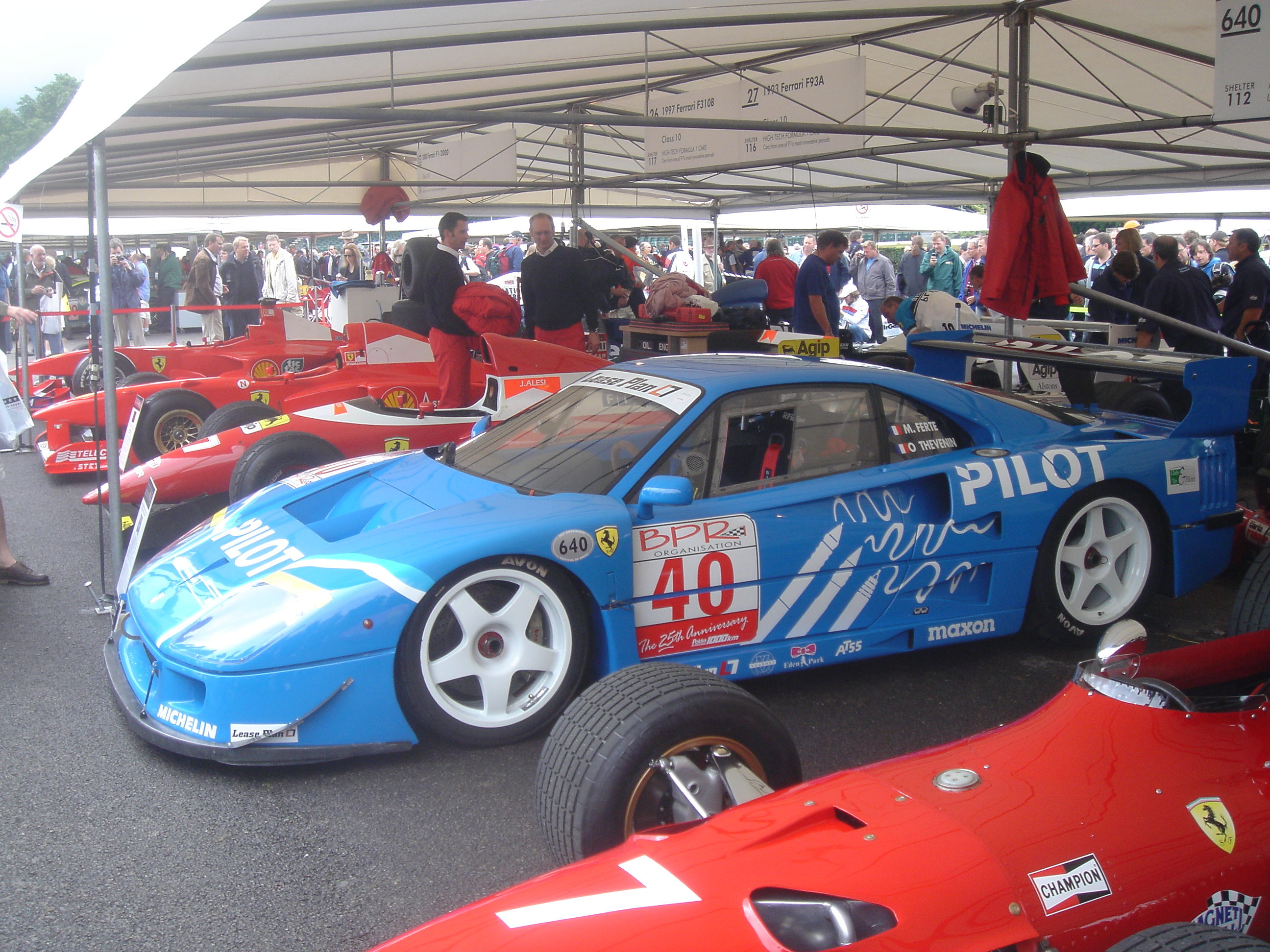
Ferrari F40 LM

LM-versionen debuterade i IMSA GT Championship sent 1989. Året därpå slutade Ferrari femma i GTO-klassen, efter tre andraplatser under säsongen.
Ferrari F40 kördes även i nationella GT-mästerskap som italienska GT-mästerskapet och japanska JGTC.
GTE-versionen togs fram för internationell racing i BPR Global GT Series. Första segern kom 1994 vid fyratimmarstävlingen på Vallelunga, genom Anders Olofsson och Luciano della Noce. F40-modellen vann sedan Anderstorp 4-timmars två år i rad 1995 och 1996, men därefter var bilen, som slutat tillverkas redan 1992, inte längre konkurrenskraftig.